# Marcellois
Marcellois – miejscowość i gmina we Francji, w regionie Burgundia-Franche-Comté, w departamencie Côte-d’Or.
Według danych na rok 1990 gminę zamieszkiwały 23 osoby, a gęstość zaludnienia wynosiła 6 osób/km² (wśród 2044 gmin Burgundii Marcellois plasuje się na 883. miejscu pod względem liczby ludności, natomiast pod względem powierzchni na miejscu 1297.).